# 新波拉茨克
新波拉茨克（羅馬化：Navapolack，發音：[navaˈpɔlat͡sk]），又按俄语名译为新波洛茨克（羅馬化：Novopolotsk，發音：[nəvɐˈpolətsk]），是位于白俄罗斯北部维捷布斯克州的一座城市，是1958年成立的城市。
1950年代，因为当地建立了大型炼油基地，炼油基地为了防止污染，要远离波拉茨克市，所以选择这里，但大量工人拥入，仍然需要建设住宅、医院、学校等设施，逐渐形成一座新城市。

## 友好城市
- 法國 日沃尔